# Nuaillé-d’Aunis
Nuaillé-d’Aunis ist eine französische Gemeinde mit 1.259 Einwohnern (Stand: 1. Januar 2022), die im Département Charente-Maritime und in der Region Nouvelle-Aquitaine (vor 2016: Poitou-Charentes) liegt. Sie gehört zum Arrondissement La Rochelle und zum Kanton Marans. Die Einwohner werden Nuaillais genannt.

## Geografie
Nuaillé-d’Aunis liegt etwa 15 Kilometer ostnordöstlich von La Rochelle am Canal du Curé. Das Gemeindegebiet gehört zum Regionalen Naturpark Marais Poitevin. Umgeben wird Nuaillé-d’Aunis von den Nachbargemeinden Marans im Nordwesten und Norden, Saint-Jean-de-Liversay im Nordosten, Ferrières im Osten, Saint-Sauveur-d’Aunis im Südosten und Süden, Angliers im Süden und Südwesten sowie Longèves im Westen.
Durch den Süden der Gemeinde führt die Route nationale 11.

## Bevölkerungsentwicklung
| 1962                       | 1968 | 1975 | 1982 | 1990 | 1999 | 2006 | 2019 |
| -------------------------- | ---- | ---- | ---- | ---- | ---- | ---- | ---- |
| 495                        | 515  | 515  | 518  | 550  | 631  | 827  | 1165 |
| Quellen: Cassini und INSEE |      |      |      |      |      |      |      |

## Sehenswürdigkeiten

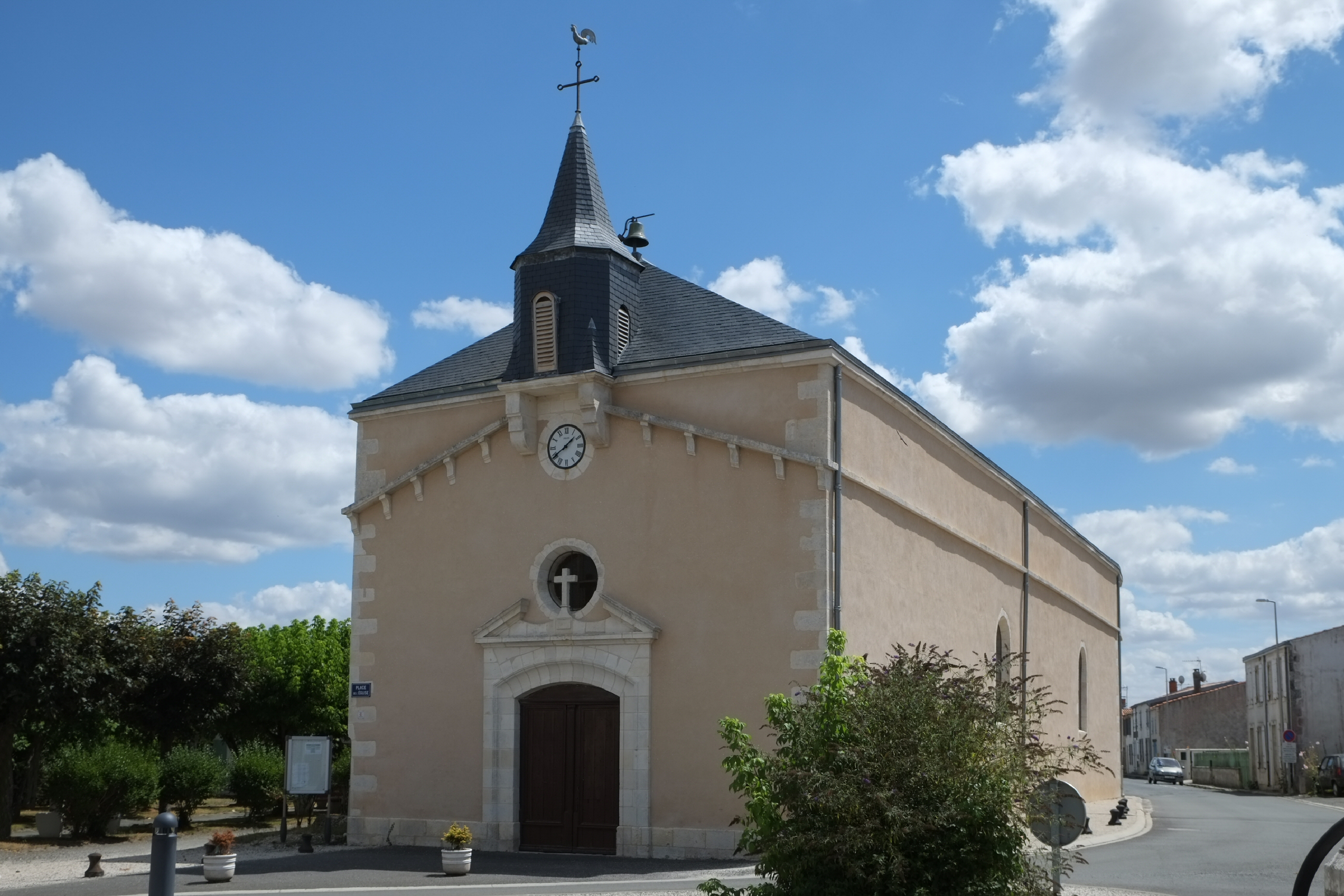
Kirche Saint-Martin

- Kirche Saint-Martin